# Proposta di referendum consultivo in Grecia del 2011
La proposta di referendum consultivo in Grecia del 2011 è stata avanzata il 31 ottobre dal Primo ministro George Papandreou con l'obiettivo di sottoporre al vaglio popolare l'accettazione delle condizioni imposte dalla troika (Unione europea, Fondo Monetario Internazionale, Banca centrale europea), tagliando la metà del debito greco ai creditori privati.
La richiesta non trovò attuazione: a fronte della proposta di Papandreou di svolgere il referendum per il 4 dicembre, il ministro delle Finanze Evangelos Venizelos precisò che il referendum si sarebbe svolto nel 2012, dopo che i piani per il taglio del debito fossero stati finalizzati.
Il corpo elettorale sarebbe stato chiamato ad esprimersi in occasione del referendum consultivo del 2015, peraltro incentrato su questioni differenti.

## Contesto
Il 31 ottobre 2011 Papandreou annunciò l'indizione di un referendum consultivo affermando: "Abbiamo bisogno di un ampio consenso (per il programma di aiuti). Siamo parte della zona euro [che implica] molti diritti e molti doveri. Siamo e saremo all'altezza delle nostre obbligazioni".
Questioni costituzionali sono sorte sulla legittimità del referendum, poiché l'articolo 44 della Costituzione della Grecia prevede che i referendum su questioni critiche nazionali e i diritti sociali sono consentiti, mentre referendum sugli aspetti fiscali non lo sono. Questo doveva essere il primo referendum della Grecia che non aveva a che fare con un cambiamento nella forma di governo e il primo referendum dopo il Referendum istituzionale in Grecia del 1974.

## Sondaggi
Alcuni sondaggi in Grecia hanno riscontrato che quasi il 60% dei greci erano contrari all'accordo raggiunto il 27 ottobre 2011 con l'Unione europea per il debito greco e un sondaggio nel settembre 2011 ha mostrato che il 63% dei greci vedevano l'euro come qualcosa di positivo, mentre il 66% dei greci vedeva il ritorno alla dracma come qualcosa di negativo.

## Posizione dei partiti
La risposta iniziale dei partiti politici greci fu negativa. Il leader di Nuova Democrazia, Antōnīs Samaras, parlò di uno "scisma nazionale indiretto", mentre la maggior parte dei partiti di opposizione chiesero di tornare al voto, condannando il governo per quello che venne percepito come una manovra per evitare le elezioni anticipate. Konstantinos Mitsotakis, primo ministro della Grecia tra il 1990 e il 1993, descrisse la mossa di indire un referendum come assolutamente irrazionale e irresponsabile. I media greci adottarono una posizione negativa, ritenendo il referendum una mossa coercitiva.
Dopo l'annuncio del referendum avvenuto il 31 ottobre 2011, il successivo 1º novembre ci furono le dimissioni di un deputato del partito di governo, con conseguente abbassamento della maggioranza del governo di Papandreou a 152 su 300 deputati del Parlamento ellenico. Un ulteriore gruppo di sei membri di Movimento socialista panellenico chiesero elezioni anticipate.
Nelle prime ore del 2 novembre 2011, George Papandreou e il suo governo decisero di accelerare il processo referendario,  attaccato i media greci accusandoli di bancarotta e di essere "impazziti" sul referendum. Inoltre, il Governo decise di istituire un comitato per decidere il momento in cui il referendum avrebbe avuto luogo ed il quesito da sottoporre agli elettori, ma solo dopo che i dettagli di base del nuovo memorandum con la troika fosse stato deciso. Nel corso di tale riunione di gabinetto, un certo numero di ministri espresse preoccupazione per il referendum.
L'indice ATHEX del mercato azionario della Borsa di Atene scese rapidamente sull'onda delle preoccupazioni per l'instabilità, così come i mercati finanziari globali a causa della preoccupazioni per la stabilità europea e di un possibile default della Grecia sul suo debito.

## Cancellazione
Il 3 novembre, in seguito all'opposizione di quattro ministri, tra cui il ministro delle Finanze Evangelos Venizelos, oltre che per la pressione estera, il presidente Papandreou ritirò la proposta e annunciò che il referendum non avrebbe avuto luogo, affermando che la presenza greca nella zona euro "non poteva dipendere da un referendum". A seguito dell'annuncio della cancellazione, diversi parlamentari rassegnato le dimissioni a seguito della decisione, tra cui Nikos Salayannis. Inoltre, gli indici dei mercati finanziari globali aumentarono. 
Successivamente Papandreou ha chiesto un voto di fiducia in parlamento il 4 novembre, al fine evitare l'instabilità che si sarebbe prodotta con le elezioni anticipate, cercando di instaurare un governo di coalizione per quattro mesi, al fine di approvare il nuovo accordo del debito UE. La mozione fu approvata con un voto di 153 voti favorevoli e 145 contrari (sui 300 seggi del parlamento).